# The Jewel in the Lotus
The Jewel in the Lotus ist ein Jazzalbum von Bennie Maupin, das im März 1974 im Record Plant Studio in New York City aufgenommen und im selben Jahr bei ECM veröffentlicht wurde.

## Das Album
Im Jahr zuvor hatte Bennie Maupin bei Herbie Hancocks Aufnahmen zu dessen Fusion-Album Head Hunters mitgewirkt. Maupins „kontemplatives, von einem warmen, dunklen Sound getragenes Spiel hat“ schon zuvor „verschiedene Gruppen Hancocks geprägt“, wie auf den Alben Mwandishi und Sextant.
Bei seinem eigenen Album The Jewel in the Lotus, dessen Titel sich auf das buddhistische Mantra Om mani padme hum bezieht, zog Maupin befreundete Musiker aus der Headhunters-Band hinzu; dies waren der Perkussionist Bill Summers und Hancock selbst. Des Weiteren holte er den Schlagzeuger Billy Hart und den Bassist Buster Williams, die ebenfalls aus Hancocks früheren Gruppen stammten. Hinzu kam als zweiter Drummer Freddie Waits, ein früherer Motown-Studiomusiker, den Maupin aus seiner Heimatstadt Detroit kannte. Charles Sullivan spielte auf zwei Titeln Trompete.
Das Album beginnt nach sechs Sekunden Stille mit der perkussiven Einleitung von Ensenada, mit Buster Williams’ Kontrabass, Freddie Waits’ Marimba, Bill Summers’ Glocken und Hancocks Piano, bevor dann Maupin an der Flöte im Vordergrund steht, lang gedehnte Linien spielt und Billy Hart schließlich beginnt, mit seinen Stöcken am Rand seiner Tomtoms zu schlagen. Hancock steuert ein rhythmisches Ostinato im mittleren Register bei.
Im Gegensatz dazu ist der Aufsehen erregende Anfang von Mappo durch die beiden Schlagzeuger beherrscht; „Rhythmen und Themen verändern sich und mehr Noten kommen hinzu, aber alles nur von skeletthafter Struktur. Themen verschwinden, um Platz für die Wiederkehr anderer zu machen, und alles wird kreisförmig. Der ganze Titel – ungeachtet der ungebändigten, aber straffen Perkussion und des intensiven Bogenspiels von Williams – bleibt im Bereich absolut kristalliner Schönheit.“
Nach der wilden Improvisation Excursion (mit einleitenden Gesangsbeiträgen Maupins) folgt der kurze Ostinato-Titel Past + Present = Future. Damit (am Beginn der B-Seite der Schallplatte) kommt der E-Piano-Klang hinzu, was den Kritiker Thom Jurek im Titelstück an die Filmmusik Eduard Artemjews zu Tarkowskis Solaris (1972) erinnert – tiefe modale Linien von Williams und Maupins muskulöses Tenorsaxophonspiel. Spannung entsteht an den Grenzen zwischen hell und dunkel, insbesondere mit den Linien der Bassklarinette und der Flöte im kurzen Winds of Change. Nach der modalen Ballade Song for Tracie Dixon Summers mit dem Zusammenspiel von Williams, Summers, Maupins Saxophon und Hancock schließt Past Is Past das Album ab.

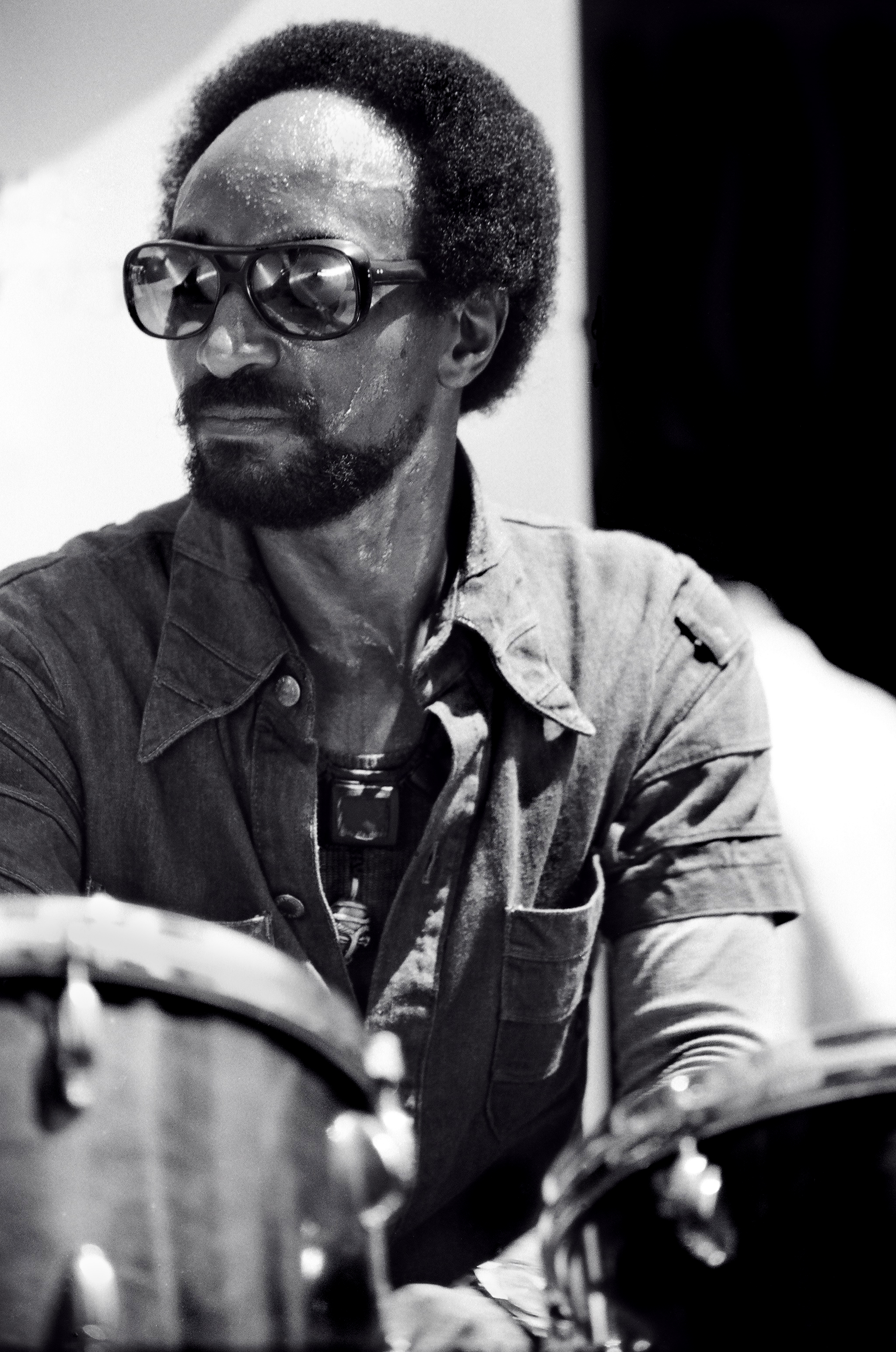
Freddie Waits

## Die Titel
- Bennie Maupin – The Jewel in the Lotus (ECM 1043)
  1. Ensenada – 8:15
  2. Mappo – 8:30
  3. Excursion – 4:52
  4. Past + Present = Future – 1:52
  5. The Jewel in the Lotus – 10:02
  6. Winds of Change – 1:30
  7. Song for Tracie Dixon Summers – 5:19
  8. Past Is Past – 3:57

Alle Kompositionen stammen von Bennie Maupin.

## Editorische Hinweise
Jewel in the Lotus war nach der Erstveröffentlichung bei ECM lange Jahre als Schallplatte im Katalog, war dann vergriffen und wurde erst 2007 als Compact Disc mit neuer Covergestaltung wiederveröffentlicht.

## Rezeption des Albums
Thom Jurek zeichnete das Album in Allmusic mit der Höchstbewertung von fünf Sternen aus und schrieb:
„Es ist ein Klassiker des Spiritual Jazz der 1970er Jahre, und ebenso sehr wie die Aufnahmen von Strata East oder Black Jazz ist Maupins ECM-Darbringung ein Wunder an Arrangement und Komposition mit großartigem Ensemblespiel, langen, aber sparsamen Passagen, Raum und wahrer Seltsamkeit. Maupin spielte alle Holzblasinstrumente und zusätzlich ein Glockenspiel; Summers’ Perkussionseffekte schließen auch einen mit Wasser gefüllten Mülleimer mit ein. Die zwei Schlagzeuger wirbeln in zwei verschiedenen Kanälen, spielen aber nie dasselbe, und Hancock spielt das spartanischste und lyrischste modale Piano in seiner ganzen Karriere. […] Der wahre Wert von Jewel in the Lotus liegt darin, dass vielleicht kein anderer Bandleader zu dieser Zeit Spieler aus so unterschiedlichen Bezugspunkten seiner eigenen musikalischen Entwicklung zusammenbringen konnte, und sie mit Material interagieren ließ, das so dicht arrangiert und dessen Dynamiken und Spannungen so ausgeprägt und beständig sind. […] Jewel in the Lotus ist ein wahrer Jazzklassiker, weil nur Jazz in den frühen 70ern groß genug war, um Musik wie diese hervorzubringen, mit all seinen scheinbaren Paradoxien, und für sich allein steht. Dieses Album klingt heute genauso so zeitlos und anspruchsvoll wie bei seinem Erscheinen. Amen.“
John Fordham besprach das Album anlässlich seiner Wiederveröffentlichung 2007 im Guardian und verglich es mit den damaligen Fusion-Produktionen Bitches Brew von Miles Davis (auf dem Bennie Maupin als Bassklarinettist zu hören war) und Weather Report:
„Die mächtigen Klanglandschaften von Bitches Brew und der frühen Weather Report sind starke Bezugspunkte, […] Maupins reichhaltige Klangflächen sind mehr akustische Musik als das meiste der Fusionmusik aus den frühen 70ern wie etwa Hancocks Mwandishi, und dies ist eine faszinierende Collage aus langen Flötenklängen über Marimba-Improvisationen und lose impressionistischer Perkussion, Wasser-aufwühlenden Geräuschen und elektrischen Keyboards, um die herum Linien auf der Bassklarinette laufen und luftige Sopransaxophon-Melodien über Buster Williams’ gestrichenem Bass. Daneben gibt es auch Free-Jazzartige Ausbrüche, so von Herbie Hancock in Mappo, die jeden mit Hancock vertrauten Hörer überraschen.“
John Kelman bezeichnet das Album angesichts der Tatsache, dass es lange vergriffen war, als „heiligen Gral der Plattensammler“. Es reiche von „fast pastoraler Schönheit bis zu feurig freiem Spiel“; die Beiträge der Schlagzeuger Frederick Waits und Billy Hart erinnerten an frühe Weather Report-Tonpoeme wie Joe Zawinuls Orange Lady (1971). Selbst wenn das Spiel, wie in Mappo und Excursion (beide mit Trompeter Charles Sullivan) abstrakter werde, gebe es ein sicheres Gespür für Atmosphäre, was sogar „dem größten Extrem eine seltsame Schönheit“ verleihe. Kelman geht besonders auf das zehnminütige Titelstück des Albums ein; in der langen Einleitung verzahne sich Maupins Sopransaxophon mit Williams’ Arco-Bass und Hancocks E-Piano; es entstünde „ein Klang, der entrückt, aber dennoch irgendwie geerdet“ sei. […] „Maupins Kompositionen sind häufig durch eine stark ausgeprägte Lyrik gekennzeichnet, es ist jedoch das permanente Zusammenspiel dieses Sextetts/Septetts, was dieses Album so bemerkenswert macht. Ebenso wie das raumschaffende Spiel der drei Perkussionisten zu beachten ist, erscheint hier eine Spinnfäden-artige, flimmernde Durchsichtigkeit […], die The Jewel in the Lotus zu einem Meisterwerk machen, das endlich wieder erhältlich ist.“